# علم النفس الدوائي
علم النفس الدوائي Psychopharmacology يدرس هذا العلم أنواع العقاقير العصبية والنفسية وتصنيفاتها وآلية عمل تلك العقاقير على الجهاز العصبي وكيف يمكن لها أن تؤثر على الجانب النفسي. كما تهدف لتعريف الطالب بتصنيف الأدوية النفسية المستخدمة في الطب النفسي. كما تهدف أيضاً لمعرفة الإدمان ومراحله وكيفية حصول الاعراض الانسحابية.

## لمحة تاريخية

### علم الأدوية النفسية المبكر
هناك مواد نفسانية المفعول لم تُذكر أو تُدرج في كثير من الأحيان في مجال علم الأدوية النفسية اليوم، ولم تُحدد على أنها مفيدة في حالات أو مراجع الصحة النفسية الحديثة. تُوجد هذه المواد في الطبيعة، ولكنها مع ذلك تملك تأثيرًا نفسانيًا، وهي مركبات حُددت من خلال عمل اختصاصيي علم النباتات الشعبي وعلم الفطريات الشعبي (وغيرهم ممن يدرسون الاستخدام الأصلي للعقاقير ذات التأثير النفساني الموجودة في الطبيعة). ولكن، وعلى الرغم من أن هذه المواد قد استُخدمت عبر التاريخ من قبل الحضارات المختلفة، ولها تأثير بالغ على النفسية ووظيفة الدماغ، فهي لم تصل دومًا إلى درجة التقييم الدقيق التي تحظى بها المركبات المصنعة في المختبر. ومع ذلك، قدّم بعضها، مثل السيلوسيبين والمسكالين، أساسًا لدراسة المركبات التي استُخدمت واختُبرت في هذا المجال اليوم. اتجهت مجتمعات الصيد وجمع الثمار إلى تفضيل المهلوسات، وحتى يومنا هذا، ما زال بالإمكان ملاحظة استخدامها في العديد من الحضارات القبلية الباقية. يعتمد الدواء المحدد المستخدم على ما يمكن أن ينمو ضمن النظام البيئي المخصص الذي تعيش فيه قبيلة معينة، والذي يُوجد ناميًا في البرية عادةً. تشمل هذه الأدوية العديد من فطور المشروم ذات التأثير النفساني التي تحتوي على السيلوسيبين أو المسكيمول، والصبار الحاوي على المسكالين وغيره من المواد الكيميائية، إلى جانب عدد لا يحصى من النباتات الأخرى المحتوية على مواد كيميائية نفسانية التأثير. تربط هذه المجتمعات بشكل عام استخدام مثل هذه الأدوية بمعنى روحاني، وغالبًا ما تدرجها في طقوسها الدينية. مع بزوغ فجر العصر الحجري الحديث وانتشار الزراعة، استُخدمت مواد جديدة نفسانية التأثير على شكل منتج ثانوي طبيعي للزراعة. كان من بينها الأفيون والمرجوانا والكحول (الإيثانول) المستخلص من تخمير الحبوب والفواكه. بدأت معظم المجتمعات بتطوير طب الأعشاب، وهو قوائم للأعشاب التي كانت نافعة لعلاج مختلف الأمراض الجسدية والنفسية. على سبيل المثال، وُصفت نبتة القديس يوحنا المثقبة بشكل تقليدي في أجزاء من أوروبا للاكتئاب (بالإضافة إلى استخدامها كشاي عامة الأغراض)، وطور الطب الصيني قوائم مفصلة من الأعشاب والمستحضرات. ما زالت هذه المواد وغيرها من المواد التي لها تأثير على الدماغ تُستخدم باعتبارها علاجات في العديد من الحضارات.

### علم الأدوية النفسية الحديث
ميّز بزوغ فجر علم الأدوية النفسية المعاصر بداية استخدام الأدوية نفسانية التأثير لعلاج الأمراض النفسية. حمل معه استخدام المواد الأفيونية والباربيتورات لتدبير المشاكل السلوكية الحادة لدى المرضى. في المراحل المبكرة، استُخدم علم الأدوية النفسية بشكل أساسي للتهدئة. بحلول خمسينيات القرن العشرين، وُضع الكلوربرومازين لعلاج الذهان، وكربونات الليثيوم لعلاج الهوس، ثم في تعاقب سريع، طُورت مضادات الاكتئاب ثلاثية الحلقات، ومُثبطات أُكسيداز أحادي الأَمين، والبنزوديازيبينات، وغيرها من مضادات الذهان ومضادات الاكتئاب. تتضمن السمة المميزة لهذا العصر تطور طرق البحث، مع إنشاء دراسات مزدوجة التعمية مضبوطة بالعلاج الوهمي، وتطوير طرق لتحليل المستويات الدموية في ما يتعلق بالنتائج السريرية وزيادة تطور التجارب السريرية. كشفت أوائل ستينيات القرن العشرين عن نموذج ثوري وضعه يوليوس أكسلرود يصف فيه الإشارات العصبية والنقل العصبي، أعقبته زيادة هائلة في أبحاث الكيمياء الحيوية للدماغ في مجال تأثيرات العوامل نفسانية التأثير في كيمياء الدماغ. بعد الستينيات، تحول مجال الطب النفسي لدمج بيانات العلاجات الدوائية وفعاليتها، وبدأ بالتركيز على استخدامات هذه الأدوية وسميتها. تميزت سبعينيات القرن العشرين وثمانينياته بفهم أفضل لآليات عمل الأدوية من ناحية التوصيل المشبكي. ومع ذلك، فإن النموذج له منتقدوه أيضًا؛ لا سيما جوانا مونكريف وشبكة الطب النفسي الأساسية.

## الإشارات الكيميائية

### النواقل العصبية
تمارس الأدوية النفسية تأثيرها الحسي والسلوكي بشكل كامل تقريبًا من خلال العمل على الناقلات العصبية وتعديل جانب أو أكثر من جوانب النقل المشبكي. يُنظر إلى النواقل العصبية على أنها مواد كيميائية تتواصل الخلايا العصبية بشكل أساسي من خلالها؛ تؤثر الأدوية النفسية على العقل عبر تعديل هذا الاتصال. قد تؤثر الأدوية من خلال 1) عملها كمركب طليعي للناقل العصبي؛ أو 2) تثبيط اصطناع الناقل العصبي؛ أو 3) منع تخزين الناقل العصبي في الحويصلة قبل المشبكية؛ أو 4) تحفيز إطلاق الناقل العصبي أو تثبيطه؛ أو 5) تحفيز المستقبلات بعد المشبكية أو حجبها؛ أو 6) تحفيز المستقبلات الذاتية، وبالتالي تثبيط إطلاق الناقل العصبي؛ أو 7) حجب المستقبلات الذاتية، وبالتالي زيادة إطلاق الناقل العصبي؛ أو 8) تثبيط تدرّك الناقل العصبي؛ أو 9) منع الخلايا العصبية قبل المشبك من استرداد الناقل العصبي.

### الهرمونات
الطريقة المركزية الأخرى لعمل الأدوية هي عن طريق التأثير في الاتصالات بين الخلايا من خلال الهرمونات. تستطيع النواقل العصبية عادةً الانتقال لمسافة مجهرية فقط قبل الوصول إلى هدفها على الجانب الآخر من الشق المشبكي، بينما يمكن للهرمونات الانتقال لمسافات طويلة قبل الوصول إلى الخلايا المستهدفة في أي مكان في الجسم. وبالتالي، فإن جهاز الغدد الصماء هو محط تركيز أساسي لعلم الأدوية النفسية لأنه 1) يمكن للأدوية أن تعدل إفراز العديد من الهرمونات؛ و 2) قد تغير الهرمونات الاستجابات السلوكية للأدوية؛ و 3) قد تمتلك الهرمونات بحد ذاتها في بعض الأحيان خصائص نفسانية التأثير؛ و 4) يجري التحكم بإفراز بعض الهرمونات، خاصة تلك التي تعتمد على الغدة النخامية، بواسطة منظومات النواقل العصبية في الدماغ.

## المواد الدوائية النفسية

### الكحول
الكحول هو عقار مسبب للاكتئاب، وقد تختلف آثاره وفقًا لكمية الجرعة والتواتر والإزمان. باعتباره ينتمي إلى فئة المهدئات المنومة، يشعر الفرد عند أقل الجرعات بالاسترخاء وتخفيف القلق. في الظروف الهادئة، قد يشعر المستخدم بالنعاس، ولكن في الظروف ذات التنبيه الحسي المتزايد، قد يشعر الأفراد بالإباحية وبالمزيد من الثقة. قد يؤدي الاستهلاك السريع لجرعات عالية من الكحول إلى فقدان الذاكرة حول الأحداث التي حصلت في أثناء حالة السكر. تشمل التأثيرات الأخرى انخفاض التنسيق، ما يؤدي إلى لعثمة في الكلام، وضعف المهارات الحركية الدقيقة، وتأخر زمن رد الفعل. إن فحص تأثير الكحول على كيمياء الجسم العصبية أصعب مقارنةً ببعض الأدوية الأخرى، وسبب ذلك هو أن الطبيعة الكيميائية للمادة تجعل من السهل عليها اختراق الدماغ، بالإضافة إلى أنها تؤثر في الفوسفوليبيد ثنائي الطبقة الخاص بالخلايا العصبية. يسمح ذلك للكحول بأن يكون ذا تأثير واسع النطاق في العديد من وظائف الخلايا الطبيعية وبأن يعدل عمل العديد من أنظمة النواقل العصبية. يثبط الكحول النقل العصبي للغلوتامات (ناقل عصبي استثاري في الجهاز العصبي) عن طريق تقليل فعالية مستقبلات إن إم دي إيه، الأمر الذي يرتبط بفقدان الذاكرة المرافق للثمل. يعدل الكحول أيضًا وظيفة الغابا، وهو حمض أميني وناقل عصبي مثبط رئيسي. ترجع الخصائص التعزيزية للكحول المسببة للاستخدام المتكرر -وبالتالي آليات الانسحاب عند التعاطي المزمن للكحول- جزئيًا إلى تأثير المادة في نظام الدوبامين. يرجع ذلك أيضًا إلى تأثير الكحول في أنظمة الأفيون، أو الإندورفينات، التي تملك تأثيرات شبيهة بتأثير الأفيونات، مثل تنظيم الألم، والمزاج، والتغذية، والتعزيز، والاستجابة للإجهاد. 

## مقدمة
- تعريف العقاقير
- التصنيفات العامة للعقاقير.
- اهتمامات علم النفس الدوائي Pharmopsychology
- اهتمامات علم الادوية النفسية Psychopharmacology

ثانياً: المشبك والعقار.
- تشريح المشبك العصبي.
- خطوات النقل المشبكي.
- تأثير العقاقير على آلية عمل المشبك.
- العقاقير المنشطة والمثبطة لعمل المشبك Agonist& Antagonist drugs
- مصطلحات دوائية
- التحمل Tolerance
- زيادة الحساسية Sensetization

## تصنيف العقاقير العصبية
- التخدير الموضعي Local Anaesthetics.
- التخدير الكلي Total Anaesthetics
- مسكنات الألم Analgesics. الافيونات
- المنومات hypnotics مثل Benzodiazepine
- المنشطات CNS stimulants مثل strychnine وكافين Caffeine والنكوتين Nicotine و Amphetamine وكوكائين Cocaine والقات Captioned
- المهلوسات Psychomimetics مثل LSD والماريجوانا
- الصرع ومضادات التشنج anticonvulsant drugs

## تصنيف الأدوية النفسية
- نظريات العلاج النفسي الدوائي
- المهدئات الصغرى Minor Tranquillizers (مضادات القلق - المطمئنات) Anxiolytic Drugs
- مضادات الاكتئاب Antidepressant

•المهدئات الكبرى Major Tranquillizers (المعقلات) مثل chlorpromazine خاص لعلاج الفصام

## الإدمان Addiction
- تصنيف المخدرات.
- مراحل الإدمان
- نظريات حصول الإدمان.
- الأعراض الانسحابية